# Russell-Deibler
Russell-Deibler war eine US-amerikanische Automarke.

## Markengeschichte
Frank Russell war Inhaber der Frank Russell Moccasin Company in Ripon in Wisconsin. Er wird ebenso wie Ed Deibler als Automobilenthusiast beschrieben. Zusammen stellten sie zwischen 1908 und Ende 1909 mehrere Automobile her. Einige wurden verkauft. Der Markenname lautete Russell-Deibler.

## Fahrzeuge
Das erste Fahrzeug entstand im Sommer 1908.
Das zweite Fahrzeug war im Dezember 1908 fertig. Es hatte einen Vierzylindermotor von der Rutenber Motor Company mit 40 PS Leistung. Das Fahrgestell hatte 295 cm Radstand. Der Aufbau war ein offener Tourenwagen. Charles Kulnick, Bürgermeister aus Ripon, kaufte es.
1909 war ein Fahrzeug mit einem Sechszylindermotor in Arbeit. Ob es fertiggestellt wurde, ist nicht überliefert.
Zu weiteren Fahrzeugen liegen keinen Daten vor.